# Nationalpark Kolsai-Seen
Der Nationalpark Kolsai-Seen (kasachisch Көлсай көлдері ұлттық паркі) ist ein Nationalpark in Kasachstan im Gebiet Almaty. Er erstreckt sich über eine Fläche von 161.945 Hektar. Die UNESCO verlieh dem Park 2021 den Status eines Biosphärenreservats.

## Geografie
Der Nationalpark Kolsai-Seen befindet sich an den Ausläufern des Nordhangs des Hochgebirges Tian Shan im Südosten Kasachstans. Die Grenze zu dem in südlicher Richtung liegenden Kirgisistan beträgt nur wenige Kilometer. Das Hauptmerkmal des Parks sind die drei Kolsai-Seen sowie der Kaindysee. Die Großstadt Almaty befindet sich, gemessen von der westlichen Parkgrenze, in einer Entfernung von ca. 40 Kilometern. Die Seen sind etwa 120 Kilometer von Almaty und ca. 180 Kilometer von der Grenze zur Volksrepublik China im Osten entfernt.

## Seenlandschaft
Namensgebend für den Nationalpark sind die Kolsai-Seen, die sich abgestuft inmitten des Gebiets befinden. Der Untere Kolsai-See befindet sich auf einer Höhe von 1818 Metern, hat eine Länge von einem Kilometer und eine Breite von etwa 300 Metern. Der Mittlere Kolsai-See befindet sich in einer Entfernung von fünf Kilometern zum unteren See in einer Höhe von 2552 Metern. Darüber, in einer Höhe von 2850 Metern befindet sich der Obere Kolsai-See. Er ist etwa sechs Kilometer vom mittleren See entfernt. Vom oberen See ist ein Aufstieg zum 3278 Meter hohen Sary-Bulak-Pass möglich, von wo sich ein Blick auf den Yssykköl in Kirgisistan, den zweitgrößten Gebirgssee der Erde bietet.
In einer Entfernung von etwa elf Kilometern von den Kolsai-Seen befindet sich in einer Höhe von rund 2000 Metern ein weiterer See, der Kaindysee. Er entstand 1911 durch einen von einem Erdbeben ausgelösten großen Erdrutsch. Die herabstürzenden Stein- und Geröllmassen bildeten einen Damm und versperrten einen Wasserabfluss in die Schlucht. Der See wird von Schmelz- und Regenwasser gespeist, ist ca. 400 Meter lang und maximal 30 Meter tief. Die vor dem Erdbeben auf trockenem Boden gewachsenen Bäume starben später ab und nur die kahlen Stämme ragen nun aus dem Wasser. Es handelt sich dabei in erster Linie um die zu den Kieferngewächsen (Pinaceae) zählende Schrenks Fichte (Picea schrenkiana).
In allen Seen wurden hydrobiologische Untersuchungen durchgeführt. Nach Auswertung der hydrochemischen und biologischen Daten zeigte sich, dass sich die Seen in einem frühen Stadium der Eutrophierung befinden. Neben dem Höhenklimawandel dürften in erster Linie Verunreinigungen, die durch menschliche Freizeitbelastungen verursacht werden, dafür verantwortlich sein.

## Flora und Fauna
Auf dem Gebiet des Nationalparks wächst eine Vielzahl unterschiedlicher Pflanzenarten. Unter den Arten befinden sich Blütenpflanzen, Gräser, Moose und Flechten. Die Mehrheit des Baumbestandes besteht aus Nadelhölzern. In höher gelegenen Regionen ist die Schrenks Fichte, die zuweilen auch Tien-Shan-Fichte genannt wird und Höhen von bis zu 50 Metern erreicht, weit verbreitet. Der Nationalpark beherbergt neben einer großen Anzahl an Wirbellosen auch viele Säugetiere, Vögel, Reptilien, Amphibien sowie einige Fischarten. Zu den eindrucksvollsten Säugetierarten zählen der Isabellbär (Ursus arctos isabellinus), eine Unterart des Braunbären, der Zentralasiatische Luchs (Lynx lynx isabellinus), eine Unterart des Eurasischen Luchs, das zu den Riesenwildschafen zählende Tianshan-Argali (Ovis karelini) sowie Wölfe (Canis lupus) und Marder (Mustelidae). In gebirgigen Regionen des Nationalparks, an den Ausläufern des Tian Shan wurden auch Schneeleoparden (Panthera uncia) beobachtet. Die Art wird von der Weltnaturschutzorganisation IUCN als „vulnerable = gefährdet“ eingestuft.

## Tourismus
Der Nationalpark Kolsai-Seen wird wegen seiner landschaftlichen Attraktivität und seiner biologischen Vielfalt in zunehmendem Maße von Naturforschern und Touristen besucht. An den Ufern der Seen gibt es kleine Gästehäuser und Bootsverleihe. Besucher haben die Möglichkeit zum Wandern, Mountainbike fahren oder Bergsteigen in allen Schwierigkeitsgraden. Pferde können angemietet werden. Von angelegten Wanderwegen aus können Parkbesucher die Fauna und Flora des Gebiets kennenlernen.